# Моракувко
Моракувко (пол. Morakówko) — село в Польщі, у гміні Ґоланьч Вонґровецького повіту Великопольського воєводства.
Населення — 84 особи (2011).
У 1975-1998 роках село належало до Пільського воєводства.

## Демографія
Демографічна структура станом на 31 березня 2011 року:
|          | Загалом | Допрацездатний вік | Працездатний вік | Постпрацездатний вік |
| -------- | ------- | ------------------ | ---------------- | -------------------- |
| Чоловіки | 42      | 9                  | 31               | 2                    |
| Жінки    | 42      | 9                  | 22               | 11                   |
| Разом    | 84      | 18                 | 53               | 13                   |